# Rubixanthin
Rubixanthin ist ein Farbstoff, der zur Gruppe der Carotinoide gehört. Er wurde als Lebensmittelfarbstoff und Kosmetikfarbstoff verwendet und war bis 1994 in der Europäischen Union als E 161d zugelassen.

## Eigenschaften
Beim Rubixanthin handelt es sich um einen orangefarbenen in Wasser unlöslichen Feststoff. Es ist ein Isomer des Cryptoxanthins.

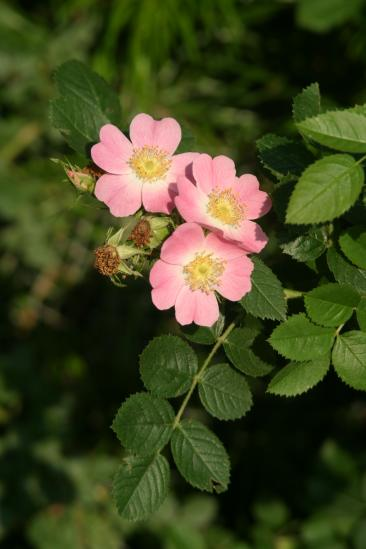
Rosa rubiginosa

## Vorkommen
Der Farbstoff ist in einigen Rosengewächsen wie den Hagebutten (Rosa rubiginosa) enthalten.

## Rechtliche Situation
In der Europäischen Union sind die Lebensmittelzusatzstoffe gemäß des Anhangs II der Verordnung (EG) Nr. 1333/2008 (Stand August 2021) sowie in der Schweiz, gemäß der Zusatzstoffverordnung (ZuV) (Stand: Juli 2020) aufgelistet. In der Europäischen Union und der Schweiz ist Rubixanthin seit 1994 nicht mehr als Lebensmittelzusatzstoff zugelassen.